# Peter Dawson
Peter Douglas Dawson (Pinjarra, 4 de febrero de 1982) es un deportista australiano que compitió en ciclismo en la modalidad de pista, especialista en la prueba de persecución por equipos.
Participó en los Juegos Olímpicos de Atenas 2004, obteniendo una medalla de oro en la prueba de persecución por equipos (junto con Graeme Brown, Brett Lancaster, Bradley McGee y Luke Roberts).
Ganó cuatro medallas de oro en el Campeonato Mundial de Ciclismo en Pista entre los años 2002 y 2006.
En 2005 fue condecorado con la Medalla de la Orden de Australia (OAM).

## Medallero internacional
| Juegos Olímpicos   | Juegos Olímpicos      | Juegos Olímpicos | Juegos Olímpicos        |
| Año                | Lugar                 | Medalla          | Competición             |
| ------------------ | --------------------- | ---------------- | ----------------------- |
| 2004               | Atenas (Grecia)       | Medalla de oro   | Persecución por equipos |
| Campeonato Mundial |                       |                  |                         |
| Año                | Lugar                 | Medalla          | Competición             |
| 2002               | Ballerup (Dinamarca)  | Medalla de oro   | Persecución por equipos |
| 2003               | Stuttgart (Alemania)  | Medalla de oro   | Persecución por equipos |
| 2004               | Melbourne (Australia) | Medalla de oro   | Persecución por equipos |
| 2006               | Burdeos (Francia)     | Medalla de oro   | Persecución por equipos |

1. ↑  Compitió en la ronda de clasificación.